# 杜村镇 (富平县)
杜村镇是中国陕西省渭南市富平县下辖的一个镇。

## 行政区划
杜村镇下辖以下行政区：
车站社区、望湖社区、宝塔社区、渭化社区、陶艺社区、富华社区、渭运社区、书店社区、杜村、南韩村、东化村、莲湖村、连城村、卧龙村、尖角村、集新村、迤山村、谢村、肖华村、留招村、褚塬村、王旦村、姚村、新庄村、东渠村、向阳村、褚田村